# Варакнабил
Варакнабил (енгл. Warracknabeal) град је у Викторији, на југоистоку Аустралије. Налази се на 330  северозападно од Мелбурна. Према попису из 2016. било је 2.438 становника.